# Karl C. Schuyler
Karl Cortlandt Schuyler, född 3 april 1877 i Colorado Springs, Colorado, död 31 juli 1933 i New York, var en amerikansk republikansk politiker. Han representerade delstaten Colorado i USA:s senat 7 december 1932 - 3 mars 1933.
Schuyler avlade 1898 juristexamen vid University of Denver. Han inledde sedan sin karriär som advokat i Colorado Springs. Han flyttade 1905 igen till Denver.
Senator Charles W. Waterman avled 1932 i ämbetet och Walter Walker blev utnämnd till senaten fram till fyllnadsvalet senare samma år. Schuyler fyllnadsvaldes till senaten för att sitta där till slutet av Watermans mandatperiod men han lyckades inte bli vald till den därpå följande sexåriga mandatperioden.
Schuyler omkom i en trafikolycka i New York City. Han gravsattes på Fairmount Cemetery i Denver.